# Biblioteca civica di Cosenza
La biblioteca civica di Cosenza ha sede nel centro storico della città bruzia, a 266 metri s.l.m., in piazza XV Marzo, ed è strettamente legata alla storica Accademia Cosentina che la istituì nel 1871. Rappresenta un vero tempio culturale cittadino che nel corso della sua lunga e tortuosa storia, ha segnato i momenti più esaltanti di Cosenza.

## Storia

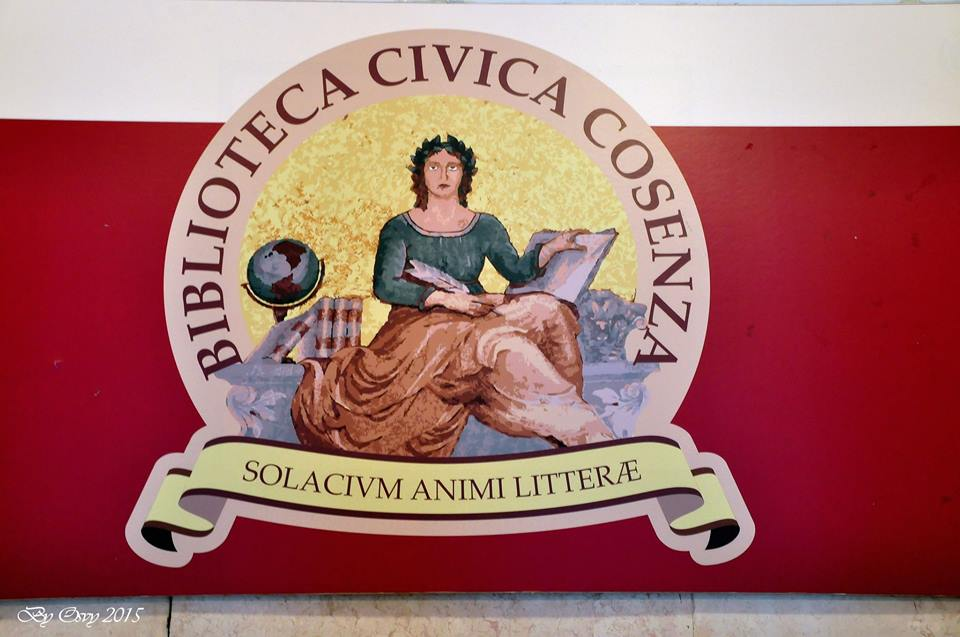
Stemma Biblioteca Civica di Cosenza

La Biblioteca Civica di Cosenza trae origine dalla pubblica Biblioteca Scientifico Letteraria Cosentina, istituita e inaugurata dal sindaco Luigi Focaracci e dall' Accademia Cosentina giorno 11 giugno 1871, con il concorso finanziario del Comune e della Provincia di Cosenza, nata e pensata con la finalità di “facilitare e promuovere l’istituzione culturale”, raccogliendo in un unico sito culturale i libri e le opere antiche degli illustri personaggi cosentini e calabresi, per promuovere e valorizzare la memoria e l’identità culturale della comunità locale. Nel 1873, a causa di una grave mancanza di fondi, La Biblioteca venne chiusa in attesa di tempi migliori, pur continuando a reperire testi grazie alle generose offerte delle famiglie più ricche della città.
L'anno del riscatto fu il 1895 nel quale, grazie alla rinnovata insistenza dell'Accademia Cosentina (nella persona del professore Luigi Fera, segretario dell'Accademia e consigliere comunale) si ottenne il regolare supporto finanziario del Comune e della Provincia di Cosenza sia per la biblioteca che per il Museo civico. Tre anni dopo la struttura venne riaperte al pubblico e rimessa in piena funzione. L'inaugurazione avvenne il 4 marzo 1898, con il nome di "Biblioteca civica" e con i discorsi del presidente Nicola Misasi e del segretario Luigi Fera.
Arricchita ed ampliata grazie a Filippo Amantea Mannelli a partire dal 1915, fu eretta ad ente morale dotato di un proprio statuto con Decreto Luogotenenziale del 21 gennaio 1917. Riammodernata in seguito, durante il governo cittadino di Tommaso Arnoni (1924 - 1933), a metà degli anni trenta fu trasferita in nuovo edificio appositamente realizzato dall'amministrazione comunale; lo stesso edificio ospitò il Museo e l'Accademia. Come previsto dallo statuto la biblioteca civica oggi rimane parte integrante dell'Accademia Cosentina sorta nel 1500 per volontà di Aulo Giano Parrasio unitamente ad illustri letterati e filosofi, tra i quali spiccano Bernardino Telesio, i fratelli Martirano e Sertorio Quattromani. Il Cda dell'ente bibliotecario, inoltre, è formato da rappresentanti delle istituzioni comunali, provinciali e della stessa Accademia con la quale condivide lo stesso presidente.
Contigui al monastero delle clarisse, destinato anche ad incontri e manifestazioni culturali, trovano spazio a più ripiani, l’ufficio di direzione, i servizi bibliografici ed amministrativi, unitamente ad una Sala Conferenze, dedicata a Francesco Saverio Salfi, adibita alla presentazione di libri e all’allestimento di mostre bibliografiche.

## Patrimonio librario

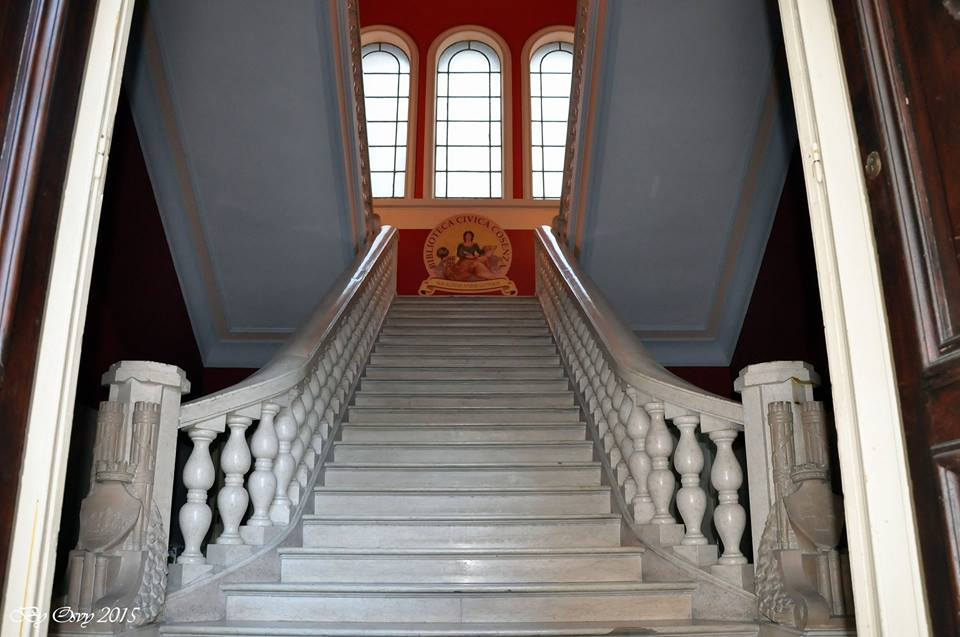
Interno Biblioteca Civica di Cosenza

La Biblioteca Civica di Cosenza è una delle più fornite biblioteche dell'Italia Meridionale con 53 edizioni di incunaboli (primi libri a stampa dopo l'invenzione di Gutenberg), corali miniati del Cinquecento e numerosissimi manoscritti, di notevole valore che comprendono documenti pergamenici dal XIII al XVIII secolo che si riferiscono al periodo che va dal Rinascimento all’Illuminismo, testi filosofici dal Cinquecento al Settecento, epistolari e carteggi, autografi e testi inediti di storia e letteratura calabrese, testi manoscritti, autografi, carteggi privati; particolarmente ricco il fondo delle “Raccolte Calabre” e delle numerose donazioni di privati. 
Tra i testi incunabolistici va menzionato un San Tommaso risalente alla prima tipografia veneziana, oltre ad un migliaio di edizioni del Cinquecento, in larga parte a stampa estera, così come è presente all’interno della biblioteca anche una raccolta imponente della produzione tipografica e straniera del Seicento.
La collezione più pregiata è quella che fa riferimento a Francesco Saverio Salfi, acquistata dal Ministero dei Beni Culturali alla morte dei suoi avi e consegnata gratuitamente alla Civica di Cosenza con lo scopo di ricordare e contemplare nel tempo la memoria dell'illustre letterato cosentino. Nella Sala Salfi è infatti allestita una mostra permanente in cui sono esposte 30 stampe incise che fanno parte di un fondo di 100, risalenti al Settecento e all'Ottocento, intagliate da incisori locali, italiani e stranieri. 
Il deposito librario è stato pensato in forma di castellatura metallica a quattro piani, dove ha trovato spazio la dotazione libraria della Biblioteca, che contiene moltissimi libri rari di pregio unitamente ad una fornitissima emeroteca di giornali e riviste, che ammontano a circa 250.000 esemplari.
Fanno parte dell’antico fondo librario della Civica di Cosenza anche una sezione di manoscritti costituiti in prevalenza da fondi monastici a cui si sono aggiunti nel tempo altri pezzi provenienti da donazioni privati.
Fra questi esiste un fondo diplomatico costituito da 54 pergamene, un insieme di bolle, atti privati, testamenti, costituzioni di date, censi ed altre, per lo più compresi tra gli anni 1291 – 1741, che costituiscono per lo studioso un unicum nel suo genere.
Anche il fondo Muzzillo, lasciato in eredità alla Civica dalla famiglia, comprende oltre 5.000 volumi di letteratura, archeologia e storia dell’arte, con diverse edizioni di classici antichi e moderni oltre a diverse pubblicazioni periodiche e una ricca dotazione di opuscoli anche di origine calabrese.
Il fondo De Chiara ereditato dal 1929 è composto da 2.500 esemplari tra i quali testi di letteratura italiana, di storia, di arte e di critica letteraria.
Molto ricche sono le dotazioni librarie dei fondi Guarasci e Muti, insieme a quelli di Rendano e Campagna, con molti libri e lettere autografe di pregio.
Prima della seconda guerra mondiale esisteva anche il fondo Zumbini con una dotazione di circa tremila libri fra volumi e opuscoli, andato in gran parte distrutto a causa delle incursioni aeree sulla città, che hanno raso al suolo il luogo che custodiva il fondo.
La Biblioteca custodisce anche un grande patrimonio giornalistico con 2.000 testate, fra riviste storiche e giornali, che trattano numerosi e vasti campi di applicazioni propedeutici come la storia, la letteratura, la filosofia, l’arte, le scienze dell’educazione, il teatro, il cinema, il diritto, l’economia e le scienze di informazione. Le edizioni sono uniche ed introvabili in altre emeroteche del mondo e rivestono compiti di informazione, aggiornamento e approfondimento nei maggiori campi dello scibile umano.
La dotazione libraria moderna di cultura generale viene costantemente aggiornata, con una larga presenza di libri imperniati sulle scienze umane e su quelle sociali.